# Marisol Aravena
Marisol Sonia Aravena Puelma (Santiago, 1962) es una abogada y política chilena, miembro del Partido Radical (PR). Se desempeñó como subsecretaria de Previsión Social entre 2005 y 2006, bajo el gobierno del presidente Ricardo Lagos; y como subsecretaria de Minería de su país entre 2006 y 2008, durante el primer gobierno de Michelle Bachelet.

## Familia y estudios
Nació en Santiago de Chile, en 1962, hija de Santiago Miguel Aravena Mendoza y Sonia Amanda Puelma Madsen. Realizó sus estudios superiores en la carrera de derecho en la Facultad de ese ramo de Universidad de Chile, egresando como abogada.
Se casó en la comuna de Las Condes en 1998, con Rolando Andrés Luna Valenzuela, hijo de Rolando Luna Aguayo y Olivia Luisa Valenzuela Soto. Con su cónyuge fue madre de dos hijos.

## Trayectoria política
Militante del Partido Radical (PR), el 28 de enero de 2005 fue designada como subsecretaria de Previsión Social por el presidente Ricardo Lagos, cargo que asumió el 1 de febrero de ese año. Fungió esa responsabilidad hasta el final del gobierno en marzo de 2006, siendo inmediatamente designada el día 11 de ese mes para el cargo de subsecretaria de Minería del Ministerio homónimo, por la presidenta entrante Michelle Bachelet.